# Laena nyingchica
Laena nyingchica (лат.) — вид жуков-чернотелок рода Laena из подсемейства мохнатки (Lagriinae, Tenebrionidae). Эндемик Китая. Вид назван по месту обнаружения типовой серии: Nyingchi (Тибет).

## Распространение
Китай: провинция Сычуань, восточный Тибет (3000—4500 м).

## Описание
Мелкие бескрылые жуки-чернотелки, длина тела от 6,0 до 8,0 мм. Отличается плотной, но мелкой пунктировкой переднеспинки (у близкого вида Laena alesi она редкая и крупная). Пронотум плоский и субквадратный. Обитают в наземном лесном ярусе. Вид был впервые описан в 2001 году немецким колеоптерологом Вольфгангом Шваллером (Dr. Wolfgang Schawaller; Staatliches Museum für Naturkunde, Штутгарт, Германия).